# Hiroyuki Bamba
Hiroyuki Bamba (jap. 番場 裕之, Bamba Hiroyuki; auch Hiroyuki Banba und Hiroyuki Maruyama (丸山 裕之, Maruyama Hiroyuki); * 11. Mai 1976) ist ein japanischer Skeletonpilot.
Hiroyuki Bamba lebt in Nagano und betreibt seit 1997 Skeleton. Seit 2000 gehört er dem Nationalkader Japans an. Sein erstes internationales Rennen bestritt er 2002 im Rahmen des Skeleton-America’s-Cup in Calgary und wurde dort Siebter. Im Januar 2003 folgte in Igls das erste Weltcuprennen, das Bamba als 36. beendete. Schon im nächsten Rennen gewann er als 14. in St. Moritz erste Weltcuppunkte und im Februar nahm er in seiner Heimatstadt Nagano an den Skeleton-Weltmeisterschaften 2003 teil und wurde 16. Zwischen Dezember 2003 und Dezember 2006 startete der Japaner, abgesehen von sechs Weltcuprennen (in der Gesamtwertung der Saison 2004/05 wurde der Japaner 41.) im November und Dezember 2004, international ausschließlich im America’s-Cup, wo er sich häufig auf einstelligen Rängen platzieren konnte. Bestes Ergebnis wurde ein zweiter Platz hinter Caleb Smith bei einem Rennen in Calgary im November 2006. Seit Dezember 2007 tritt Bamba international ausschließlich im neu geschaffenen Skeleton-Intercontinentalcup an. Häufig sind Ergebnisse unter den besten 20, seltener einstellige Platzierungen. Beste Ergebnisse in der Rennserie waren zwei im Januar 2008 erzielte siebte Plätze in Park City und Lake Placid. In der Saison 2007/08 wurde er Neunter der Gesamtwertung. Für die Olympischen Winterspiele 2010 war Bamba nach der Weltrangliste qualifiziert, doch nominierte der japanische Verband an seiner Stelle den schlechter platzierten Shinsuke Tayama. National gewann er 1998 die Bronzemedaille bei den japanischen Meisterschaften hinter Kazuhiro Koshi und Yoshiharu Nakata, 2002 Silber hinter Yuzuru Hanyūda und 2009 den Titel.